# Madeline de Jesús
Madeline de Jesús (* 4. November 1957 in New York City) ist eine ehemalige Leichtathletin aus Puerto Rico. Sie nahm an Wettbewerben im Weitsprung und Dreisprung teil; startete aber auch in den Sprint-Staffeln. Ihre persönliche Bestleistung im Weitsprung stellte sie am 24. Juli 1988 mit 6,96 m in Mexiko-Stadt auf.
Ebenso wie ihre Zwillingsschwester Margaret nahm sie an den ersten Leichtathletik-Weltmeisterschaften 1983 in Helsinki sowie den Olympischen Sommerspielen 1984 in Los Angeles teil. Bei den Weltmeisterschaften 1983 starteten beide Schwestern gemeinsam in der 4-mal-400-Meter-Staffel, schieden mit einer Zeit von 3:42,79 min aber nach den Vorläufen aus.
Besondere Bekanntheit erlangten die Schwestern, als sie einen Betrugsversuch während der Olympischen Spiele 1984 unternahmen: Madeline war bei diesen Spielen als Springerin beim Weitsprung und Teilnehmerin der 4-mal-400-Meter-Staffel eingetragen. Nachdem sie sich beim Weitsprung verletzt hatte und sich nicht mehr fit fühlte, ließ sie ihre Zwillingsschwester Margaret unter ihrem Namen antreten. Dieser Austausch wurde zunächst nicht bemerkt und Margaret schaffte zusammen mit den anderen Läuferinnen die Qualifikation.
Als der Cheftrainer Puerto Ricos von dem Betrugsversuch erfuhr, nahm er das gesamte Laufteam aus dem Wettbewerb. Im offiziellen Bericht des IOC ist weiterhin Madeline de Jesús als zweite Läuferin benannt. Beide Schwestern wurden vom puerto-ricanischen Verband zunächst auf Lebenszeit von allen weiteren Wettkämpfen ausgeschlossen. Diese Sperre wurde später reduziert, so dass Madeline auch an den Olympischen Sommerspielen 1988 in Seoul und an den Ibero-Amerikanischen Meisterschaften teilnehmen konnte.
Madeline lebt heute in Belgien und arbeitet dort als Sportlehrerin und Trainerin.

## Leistungen
| Jahr | Veranstaltung                                             | Ort           | Ergebnis | Wettbewerb | Leistung |
| ---- | --------------------------------------------------------- | ------------- | -------- | ---------- | -------- |
| 1979 | Leichtathletik-Zentralamerika- und Karibikmeisterschaften | Guadalajara   | 2.       | Weitsprung | 5,87 m   |
| 1981 | Leichtathletik-Zentralamerika- und Karibikmeisterschaften | Santo Domingo | 2.       | Weitsprung | 6,20 m   |
| 1982 | Leichtathletik-Zentralamerika- und Karibikmeisterschaften | Havanna       | 3.       | Weitsprung | 6,47 m   |
| 1983 | Leichtathletik-Zentralamerika- und Karibikmeisterschaften | Havanna       | 2.       | Weitsprung | 6,49 m   |
| 1984 | Olympische Spiele                                         | Los Angeles   | 21.      | Weitsprung | 5,63 m   |
| 1987 | Leichtathletik-Zentralamerika- und Karibikmeisterschaften | Caracas       | 2.       | Weitsprung | 6,11 m   |
| 1988 | Ibero-Amerikanische Meisterschaft                         | Mexiko-Stadt  | 1.       | Weitsprung | 6,96 m   |
| 1988 | Olympische Spiele                                         | Seoul         | 23.      | Weitsprung | 6,08 m   |